# Northern Spirit Football Club
Il Northern Spirit Football Club è stata una società calcistica di Sydney, Australia.

## Storia
Nella stagione 1998-1999 il Northern Spirit ha giocato nella massima serie australiana.